# Diamagnetizem
Diamagnetízem je v fiziki pojav, da je gostota magnetnega polja v snovi, ki smo jo postavili v magnetno polje, malo manjša od gostote magnetnega polja izven te snovi. Z drugimi besedami: diamagnetizem je pojav, da snov magnetno polje izriva iz sebe. Navzoč je v vseh snoveh, vendar v paramagnetnih in feromagnetnih snoveh nad njim prevladajo drugi, močnejši pojavi.
Diamagnetizem je posledica gibanja elektronov v atomih.
Zgledi diamagnetnih snovi so žlahtni plini, dušik, vodik, grafit, baker, zlato in kamena sol. 
Diamagnetne snovi imajo relativno magnetno permeabilnost manjšo od 1, magnetno susceptibilnost pa manjšo od 0, tako da jih zunanje magnetno polje odbija. Ker je diamagnetizem šibke jakosti, ga v vsakdanjem življenju ne opazimo. Magnetna susceptibilnost diamagnetikov kot je na primer voda je {\displaystyle \ \chi _{v}} = −9,05 · 10−6. Najmočnejši diamagnetik je bizmut, {\displaystyle \ \chi _{v}} = −166 · 10−6, čeprav ima lako pirolitski grafit susceptibilnost {\displaystyle \ \chi _{v}} = −400 · 10−6 v eni ravnini. Kljub temu so velikostne stopnje manjše kot za magnetizem pri paramagnetnih ali feromagnetnih snoveh.
Popolni diamagnetiki so superprevodniki, ki magnetno polje zaradi Meissnerjevega pojava v celoti izrinejo ({\displaystyle \ \chi _{v}} = −1).
Poleg tega imajo vsi električni prevodniki pri gibanju skozi magnetno polje diamagnetne lastnosti. Lorentzeva sila na elektrone povzroča, da krožijo okrog in povzročajo vrtinčne tokove. Vrtinčni tokovi nato povzročajo inducirano magnetno polje, ki se upira polju in zavira gibanje prevodnikov.
S. J. Bergmann je leta 1778 prvi opazil da bizmut in antimon odbijajo magnetna polja. Izraz »diamagnetizem« je skoval Faraday septemba 1845, ko je spoznal, da vse snovi v naravi posedujejo kakšno vrsto diamagnetnega odziva na magnetno polje.